# Casas de Don Gómez (kommunhuvudort)
Casas de Don Gómez är en kommunhuvudort i Spanien.   Den ligger i provinsen Provincia de Cáceres och regionen Extremadura, i den centrala delen av landet, 250 km väster om huvudstaden Madrid. Casas de Don Gómez ligger 324 meter över havet och antalet invånare är 353.
Terrängen runt Casas de Don Gómez är huvudsakligen platt, men söderut är den kuperad.Runt Casas de Don Gómez är det ganska glesbefolkat, med 21 invånare per kvadratkilometer. Närmaste större samhälle är Coria, 6,2 km sydost om Casas de Don Gómez. Trakten runt Casas de Don Gómez består till största delen av jordbruksmark.